# St. Mary's Park (Bronx)
St. Mary's Park je jeden ze šesti původních parků v Bronxu v New Yorku. Leží v sousedství Mott Haven v jižní části Bronxu a z parků jižního Bronxu je největší. Má sportoviště a rekreační středisko pro návštěvníky každého věku, kde se mimo jiné pořádají taneční kurzy a v krytém bazénu si lze zaplavat.

## Dějiny

### 17. a 18. století
Původně byl součástí panství Jonase Broncka (1600–1643), po němž se Bronx jmenuje. Během americké války za nezávislost byl obsazen skupinou loajalistických vojenských uprchlíků, kteří si tam vybudovali tábor. O několik let později pozemek vlastnila rodina amerického státníka Morrise (1752–1816), jednoho z autorů americké ústavy. Po roce 1857 byla tato oblast známá pod názvem „Janes' Hill“ podle jejího majitele Adriana Janese z místní slévárny, která vyrobila mosty pro Central Park, zábradlí pro Brooklynský most a kupoli Kapitolu ve Washingtonu.

### 19. století
V polovině 19. století zde byla postavena železniční dráha Spuyten Duyvil a Port Morris (založena 1842).
V 1874 se město New York rozrostlo o části jižního Bronxu. Novinář John Mullaly (1835–1915), který usiloval o vytvoření veřejných parků v Bronxu, založil v roce 1881 spolek New York Park Association. Jeho snahy vyvrcholily zákonem o nových parcích z roku 1884 a nákupem pozemků pro St. Mary's Park v letech 1888-1890 a vznikem několika dalších velkých parků v této čtvrti. St. Mary's Park byl jmenován po protestantském biskupském kostelu, který až do roku 1959 stál o tři bloky dále západním směrem.

### 20. století
Z roku 1903 pochází povolení vést železniční trať pod parkem. V roce 1905 byl postaven tunel dlouhý přibližně 700 metrů, původní trať byla opuštěna a později zrušena. V roce 1912 se už na jejím místě opět rozkládal park. Jeho plocha se dále rozrostla v roce 1968.
První dětské hřiště v Bronxu bylo otevřeno právě v tomto parku v roce 1914. V té době se tam hrál baseball, byly tam dva tenisové kurty a dětská farma. V reakci na rychlý růst populace a výstavbu obytných domů v sousedství se v letech 1938 až 1941 v parku otevřela další tři hřiště. Po druhé světové válce byl zahájen celoměstský rekreační program, který vytvářel místa pro sport v chladných měsících roku. První komplexní rekreační středisko v New Yorku bylo otevřeno v parku St. Mary's v roce 1951. Budovu navrhla architektonická firma Brown, Lawford a Forbes a byl v ní krytý bazén, tělocvična, šatny a sprchy a společenské místnosti. Na počátku 70. let v centru na stěny namalovali superhrdiny Marvel Comics, nová verze malby pochází z roku 1991.
V roce 1996 byla v St. Mary's Parku položena čtvrt míle dlouhá běžecká trať a z prostředků města postaveny dva další tenisové kurty. O deset let později byl v parku položen umělý trávník.

## 21. století
V parku později vznikla nebezpečná situace, protože se tam nacházelo velké množství injekčních stříkaček, které používali narkomani. Mezi květnem až říjnem 2018 bylo v parku nasbíráno 21 434 jehel. Stav se podstatně zlepšil, od května do října 2018 už bylo jehel nalezeno pouze 163.